# Nicolás Varrone
Nicolás Martin Varrone (Ingeniero Maschwitz, 6 november 2000) is een Argentijns autocoureur.

## Carrière

### Formuleracing
Varrone begon zijn autosportcarrière in het karting. Eind 2016 stapte hij over naar het formuleracing en debuteerde hij in de Argentijnse Formule Renault 2.0. In 2017 reed hij een volledig seizoen in deze klasse en werd hij twintigste in de eindstand.
In 2018 verhuisde Varrone naar Europa, waar hij deelnam aan de V de V Challenge Monoplace voor het team Inter Europol Competition. Later dat jaar stapte hij over naar het team TS Corse. Hij behaalde zes overwinningen uit veertien races en werd zo gekroond tot de laatste kampioen in de klasse.
In 2019 stapte Varrone over naar het BRDC Britse Formule 3-kampioenschap, waarin hij voor het team Hillspeed reed. Hij had weinig budget en reed zodoende in slechts drie van de acht raceweekenden. Desondanks won hij een race op het Circuit de Spa-Francorchamps en werd zodoende met 109 punten zeventiende in het klassement. In 2020 tekende hij een contract bij Chris Dittmann Racing om aan het volledige seizoen van de klasse deel te kunnen nemen. De coronapandemie gooide echter roet in het eten, waardoor hij na twee weekenden uit de klasse vertrok.

### Sportwagens
Na zijn gedwongen einde in de Formule 3 keerde Varrone terug naar Argentinië en maakte hij zich klaar om te stoppen met de autosport en aan de slag te gaan in het familiebedrijf. Zijn manager had echter een LMP3-test bij het team Rinaldi Racing voor hem geregeld. De test was succesvol en Varrone nam deel aan de laatste ronde van de Le Mans Cup in 2020. In 2021 reed hij een volledig seizoen voor Rinaldi in de Le Mans Cup, met Alexander Matschull als teamgenoot. Het duo behaalde drie podiumfinishes in zeven races en werd zodoende derde in het kampioenschap met 68 punten.
In 2022 debuteerde Varrone in de European Le Mans Series bij Rinaldi in de LMGTE-klasse. Hij won de seizoensopener op het Circuit Paul Ricard en werd met 39 punten elfde in de klasse. Ook maakte hij dat jaar zijn debuut in het IMSA SportsCar Championship in de 6 uur van Watkins Glen, waarin hij samen met Max Hanratty en James Vance voor FastMD Racing vierde in de LMP3-klasse werd.
In 2023 reed Varrone een dubbel programma in het FIA World Endurance Championship en het IMSA SportsCar Championship. In het WEC reed hij in de LMGTE Am-klasse met Nick Catsburg en Ben Keating voor Corvette Racing, in de IMSA nam hij met Wayne Boyd en Anthony Mantella voor AWA deel aan de LMP3-klasse. In de IMSA begon hij direct met een klasse-overwinning in de 24 uur van Daytona. In het WEC won hij drie van de eerste vier races, waaronder de 24 uur van Le Mans, en werd hij twee races voor het eind van het seizoen tot kampioen gekroond.